# Петровська верховина
Петровська верховина (Petrovská vrchovina) — гірський масив в Словаччині; геоморфологічна підодиниця масиву Церова верховина. Середні висоти — 160 метрів. Найвища точка — гора Бірін (395 метрів над рівнем моря).. Місце розташування — Банськобистрицький край.